# Carex gibertii
Carex gibertii är en halvgräsart som beskrevs av Gerald A. Wheeler. Carex gibertii ingår i släktet starrar, och familjen halvgräs. Inga underarter finns listade i Catalogue of Life.